# ماتشياس (نيويورك)
ماتشياس (بالإنجليزية: Machias, New York)‏ هي بلدة أمريكية تقع في الولايات المتحدة في مقاطعة كاتاروغوس، نيويورك. يقدر عدد سكانها بـ 2,375 نسمة ومساحتها 106.5 كم2 وترتفع عن سطح البحر 518 متر.